# Beatrice Lanza
Beatrice Lanza (* 22. März 1982 in Biella) ist eine ehemalige italienische Triathletin, vielfache nationale Meisterin und Olympionikin (2004).

## Werdegang
2000 wurde sie Triathlon-Staatsmeisterin.
Im Juli 2001 wurde Beatrice Lanza Triathlon-Vizeweltmeisterin bei den Juniorinnen.
2002 wurde die damals 20-Jährige U23-Europameisterin Triathlon.

### Olympische Sommerspiele 2004
Beatrice Lanza startete 2004 bei den Olympischen Spielen, wo sie als zweitbeste Italienerin den 15. Rang erreichte (hinter Nadia Cortassa, Rang 5).
2008 wurde bei ihr ein Herzproblem festgestellt und sie musste vom Profi-Sport zurücktreten.
Sie ist Mutter von zwei Töchtern (* 2011 und 2015).

## Sportliche Erfolge
| Datum/Jahr    | Rang | Wettbewerb                                          | Austragungsort        | Zeit        | Bemerkung |
| ------------- | ---- | --------------------------------------------------- | --------------------- | ----------- | --- |
| 8. März 2008  | 3    | ATU Triathlon African Championships                 | Hammamet              | 02:07:33    | |
| 1. Nov. 2006  | 1    | ITU Triathlon Team World Championship               | Cancún                | 01:05:11    | Triathlon-Weltmeister im Team – zusammen mit Nadia Cortassa und Daniela Chmet (3 × 250 m Schwimmen, 6,67 km Radfahren und 1,67 km Laufen) |
| 1. Okt. 2006  | 2    | ITA National Championship Triathlon                 | Lido delle Nazioni    | 01:59:32    | Vizestaatsmeisterin |
| 13. Mai 2006  | 1    | Kalterer See Triathlon                              | Kalterer See          |             | |
| 11. Sep. 2004 | 2    | ITA National Championship Triathlon                 | Peschiera del Garda   | 02:00:52    | Vizestaatsmeisterin |
| 25. Aug. 2004 | 15   | Olympische Sommerspiele                             | Athen                 | 02:07:59.26 | auf der olympischen Distanz (1,5 km Schwimmen, 40 km Radfahren und 10 km Laufen)                                                          |
| 31. Mai 2003  | 2    | ITA National Championship Triathlon                 | Castiglione del Lago  | 01:58:31    | Vizestaatsmeisterin |
| 13. Apr. 2003 | 2    | ITU Triathlon World Cup                             | Ishigaki              | 02:01:47    | erstes Podium für eine Italienerin |
| 5. Okt. 2002  | 1    | ITA National Championship Sprint Distance Triathlon | Marina di Pietrasanta | 01:04:07    | Staatsmeisterin |
| 21. Juli 2002 | 1    | ETU Triathlon European Championship U23             | Frankreich            | 02:23:23    | Siegerin und Europameisterin in der Klasse U23                                                                                            |
| 8. Juni 2002  | 2    | ITA National Championship Triathlon                 | Cavallino-Treporti    | 02:08:55    | Zweite hinter Nadia Cortassa |
| 22. Juli 2001 | 2    | ITU Triathlon World Championship Junior Women       | Edmonton              |             | Vizeweltmeisterin Junioren Triathlon – als Zweite hinter der Schweizerin Nicola Spirig                                                    |
| 22. Juli 2000 | 1    | ITA National Championship Triathlon                 | Recco                 | 02:24:55    | Staatsmeisterin |

(DNF – Did Not Finish)